# Schlotheimia semidiaphana
Schlotheimia semidiaphana là một loài Rêu trong họ Orthotrichaceae. Loài này được (Renauld & Cardot) Cardot miêu tả khoa học đầu tiên năm 1915.